# Briljanta bedragare
Briljanta bedragare (originaltitel: Happy New Year!) är en amerikansk långfilm från 1987 i regi av John G. Avildsen, med Peter Falk, Charles Durning, Tom Courtenay och Wendy Hughes i rollerna. Filmen bygger på den franska filmen Ett gott nytt år (franska: La bonne année) från 1973. Briljanta bedragare blev nominerad för en Oscar för Bästa smink.

## Handling
Nick (Peter Falk) och Charlie (Charles Durning) är två juveltjuvar med en känsla för stil. De börjar planera rånet av en juvelarbutik i Florida som ägs av Edward Saunders (Tom Courtenay). Medan de planerar rånet börjar Nick falla för Carolyn (Wendy Hughes), ägaren av en antikbutik som ligger granne med butiken de ska råna.

## Rollista
| Peter Falk       | – Nick            |
| Charles Durning  | – Charlie         |
| Tom Courtenay    | – Edward Saunders |
| Wendy Hughes     | – Carolyn         |
| Fritz Bronner    | – Steve           |
| Anthony Heald    | – D.G.            |
| Daniel Gerrollas | – Kurator         |
| Claude Lelouch   | – man på tåg      |